# Mother, May I Sleep with Danger?
Mother, May I Sleep with Danger? (br: Minha Namorada é uma Vampira) é um filme de suspense americano de 2016 dirigido por Melanie Aitkenhead, escrito por Amber Coney, e estrelando James Franco (que concebeu a história), Emily Meade, Tori Spelling, Leila George, Ivan Sergei, Nick Eversman, Emma Rigby, Amber Coney e Christie Lynn Smith. É um remake do filme de 1996 Mother, May I Sleep with Danger?, mas com um tema de vampiro, além dos atores originais Tori Spelling e Ivan Sergei em papéis diferentes. O filme estreou no Lifetime em 18 de junho de 2016.

## Sinopse
Pearl (Emily Meade) namora em segredo a misteriosa veterana Leah (Leila George) e não sabe, mas por isso corre grande perigo. Além das agressivas conexões de Leah, as duas precisam enfrentar a homofobia da mãe de Pearl e os ciúmes de Bob (Nick Eversman) na luta pelo amor - e pela vida.

## Elenco
| Ator/Atriz          | Personagem         |
| ------------------- | ------------------ |
| James Franco        | Diretor            |
| Emily Meade         | Pearl              |
| Tori Spelling       | Julie Lewisohn     |
| Leila George        | Leah Lewisohn      |
| Ivan Sergei         | Professor          |
| Nick Eversman       | Bob Segal          |
| Emma Rigby          | Nightwalker        |
| Amber Coney         | Sonté              |
| Taylor Laughlin     | —                  |
| Hadley Winn         | Violet             |
| Christie Lynn Smith | Coral              |
| Gabrielle Haugh     | Nightwalker        |
| Zoe Sidel           | Rainha Nightwalker |